# 심액
심액(沈詻, 1571년~1654년)은 조선 중기의 문신으로, 자는 중경(重卿), 호는 학계(鶴溪), 시호는 의헌(懿憲), 봉군호는 청송군(靑松君), 본관은 청송(靑松)이다.

## 가계
- 기묘명현 심달원의 증손으로, 경기도 관찰사 · 증 영의정 · 청파부원군 심전의 손자이다.
- 증 이조참판 심우준의 장남으로, 경기도 관찰사 · 증 영의정 · 청계부원군 심우승의 양자이다.
- 남인 산림(南人 山林) · 세자시강원 진선 · 공조참의 · 증 이조참판 · 청안군(靑安君) 심광수와 종친부 전부 · 증 이조참판 심광사의 아버지이다.
- 병조판서 권징의 사위로, 관찰사 오단의 장인이다.
- 오단은 인평대군의 장인이고, 인평대군은 인조의 셋째 왕자이다.
- 인평대군의 4아들이 복녕군, 복창군, 복선군, 복평군이다.
- 심액의 동생 심서(평시서령 · 증 이조판서)의 아들 심광면(증 영의정)은 남인 산림(南人 山林) · 예조참의 · 증 이조판서 고산 윤선도(孤山 尹善道)의 사위이다.
- 심액의 종손자 심단(이조판서 · 판의금부사 · 판중추부사 · 봉조하)은 심광면의 아들로, 윤선도의 외손자이다.
- 심광사의 외손자 윤두서는 윤이석의 아들로, 윤선도의 증손자이다. 심광사는 심액의 아들로, 윤이석의 장인이다.
- 심액의 고손자 심각(예조판서 · 판의금부사 · 판중추부사)의 증손서가 다산 정약용(茶山 丁若鏞)의 차남 운포 정학유(耘逋 丁學游)이다.
- 심액의 고손자 심각의 고손서가 정학유의 아들 정대무(丁大懋)이다.

## 생애

### 선조조
1589년(선조 22년) 사마양시에 합격하고, 1596년 정시문과에 병과로 급제하여 예문관 검열, 1597년 세자시강원 설서, 예문관 봉교, 1598년 홍문관 부수찬, 홍문관 수찬, 1599년 경성판관이 되었을 때, 사헌부의 탄핵을 받아 파직되었다.
이후, 다시 서용되어 여러 관직을 지냈다.

### 광해군조
여러 벼슬을 지냈다.

### 인조조
1626년(인조 4년) 동부승지, 1634년 인천부사가 되었을 때, 인조의 셋째 왕자 인평대군(麟坪大君)의 부인 복천부부인 동복 오씨의 외조부로서 인평대군의 혼례를 주관했다하여 논란이 일었다.
1635년 좌부승지, 경연 참찬관, 우승지, 1636년 좌승지, 1637년 강원도 관찰사, 1639년 도승지, 동지경연관사, 1641년 예조참판, 1644년 대사간, 대사헌, 1645년 대사간, 도승지, 1646년 대사헌, 1647년 형조판서, 대사헌, 예조판서, 1648년 대사헌, 예조판서, 1649년 이조판서를 지냈다. 그해에 청송군(靑松君)에 습작되었다.

### 효종조
1649년(효종 즉위년) 문관의 인사를 담당하는 이조판서로서 집안 자제들을 벼슬에 등용시켰다하여 상피제를 어겼다하여 양사가 탄핵하여 잠시 파직되었다. 다시 서용되어 우참찬, 좌참찬, 1650년 예조판서, 1651년 좌참찬, 판의금부사, 1652년 이조판서, 우참찬, 판의금부사, 좌참찬, 이조판서가 되어 기로소에 들어갔다. 1653년 공조판서가 되어 선조의 시종신(侍從臣)으로서 식물(食物)을 하사받았다. 1654년 10월 군덕 수행을 위한 십무자(十無字)의 소를 올려 왕으로부터 칭찬을 받았다.

## 십무자(十無字)의 소
청송군(靑松君) 심액(沈詻)이 차자를 올리기를,
"신이 듣건대 사람이 죽으려 할 때는 그 말이 선(善)하다고 하였습니다. 그러나 신은 이미 혼모하여 정신이 어지러우니 어찌 한 마디인들 선한 말을 할 수 있겠습니까. 하오나 구구한 견마의 정성을 끝내 억제할 수 없어 열 개의 ‘말라[無]’라는 글 자로써 성덕을 보좌할까 합니다.
스스로 성철(聖哲)하다 하여 신료들을 가벼이 보지 말 것, 격노하여 형벌에 중정(中正)을 잃지 말 것, 허물을 숨기고 직언 듣기를 싫어하지 말 것, 소인을 등용하여 거듭 인심을 잃지 말 것, 편벽되게 한쪽으로 쏠려 취사(取捨)가 공명하지 않게 하지 말 것, 나태하고 소홀히 하여 시작만 있고 끝은 없게 하지 말 것, 아첨하는 무리를 가까이하여 사(私)가 통할 수 있는 길을 열지 말 것, 이름만 있고 일은 헛되이 하지 말 것, 사치를 숭상하여 제도를 무너뜨리지 말 것, 재물을 손상하여 백성을 곤궁하게 하지 말 것 등입니다. 신이 이 말씀을 올리는 것은 전하께 이러한 열 가지 잘못이 있다고 해서가 아니라 바로 일이 커지기 전에 미리 막고 일의 끝을 시작할 때처럼 삼간다는 뜻에서이니, 혹시라도 살펴 주시어 노망스러운 말이라 하여 소홀히 여기지 않으신다면 신은 장차 지하(地下)에 들어가서도 여한이 없을 것입니다."
하니 답하기를,
"아뢴 바의 열 가지 ‘말라’는 가르침은 진실로 충심(忠心)에서 우러나온 말이니 감탄해 마음 속에 새기지 않아서야 되겠는가."

하였다.— 효종실록 13권, 효종 5년 10월 10일 병인 3번째기사

## 가계도
- 심달원 (승문원 판교, 증이조판서)
  - 심전 (沈銓, 경기도 관찰사, 증영의정, 청파부원군(靑坡府院君))
  - 부인 : 증 정경부인 전의 이씨 - 이한(李翰)의 딸
    - 심우선 (장수현감)
    - 부인 : 파평 윤씨
      - 심양 (사헌부 감찰)
        - 심광한 (증이조참판)
          - 심상 (심광사의 아들, 사간원 정언, 증이조판서)
            - 심득량 (순흥부사, 증좌찬성)
              - 심각 (예조판서, 판의금부사, 판중추부사, 기로소)
                - 심창석
                  - 심유
                    - 심동량
                      - 딸 : 청송 심씨
                      - 남편 : 정대무(丁大懋, 1824년 5월 18일 ~ ?) - 정학유의 아들, 심오의 외손자, 참봉, 현감, 자는 자원(子園)

                  - 심오 (심경석에 입양됨)

                - 심경석 (용궁현감)
                  - 심오 (심창석의 아들)
                    - 딸 : 청송 심씨
                    - 남편 : 압해 정씨 조선후기 대실학자 다산 정약용의 차남 운포 정학유
                      - 정학유의 아들 : 정대무(丁大懋, 1824년 5월 18일 ~ ?) - 심오의 외손자, 참봉, 현감, 자는 자원(子園)

    - 심우준 (진사, 증이조참판)
    - 부인 : 증 정부인 죽산 박씨
    - 부인 : 증 정부인 은진 송씨
      - 심액 (심우승에 입양됨, 이조판서, 판의금부사, 청송군, 기로소)
      - 심서 (평시서령, 증이조판서)
        - 심광면 (증영의정)
        - 부인 : 증 정경부인 해남 윤씨 - 남인 산림 예조참의 고산 윤선도의 딸
          - 심단 (이조판서, 판의금부사, 판중추부사, 기로소, 봉조하)
          - 부인 : 정경부인 광주 이씨
            - 심득천 (승문원 권지정자)
            - 심득경 (고산 윤선도의 증손 문인화가 공재 윤두서의 작품인 심득경 초상화의 모델, 진사)
            - 심득행 (용인현령)
            - 심득성 (생원, 증이조참의)
              - 심치 (증이조참판)
                - 심영석 (병조참판)
                  - 심문 (제릉참봉, 증이조판서)
                  - 부인 : 증 정부인 풍산 홍씨 - 병조판서 홍명주(洪命周)의 딸
                    - 심동신 (병조참판, 지춘추관사, 대사헌)
                    - 심동헌 (승지)

    - 심우승 (沈友勝, 호조참판, 경기도 관찰사, 호성공신 2등, 증영의정, 청계부원군(靑溪府院君))
    - 부인 : 증 정경부인 순흥 안씨(順興 安氏)
      - 심액 (沈詻, 심우준의 아들, 이조판서, 판의금부사, 청송군(靑松君), 기로소)
      - 부인 : 정경부인 안동 권씨(安東 權氏) - 병조판서 권징(權徵)의 딸
        - 심광수 (沈光洙, 남인 산림(南人 山林), 세자시강원 진선, 공조참의, 증이조참판, 청안군(靑安君))
        - 부인 : 증 정부인 안동 권씨(安東 權氏)
          - 심백 (심광사(沈光泗)의 아들, 병조좌랑)

        - 심광사 (沈光泗, 종친부 전부, 증이조참판, 다섯 아들이 모두 문과에 급제)
        - 부인 : 증 정부인 전의 이씨 - 병조참판 이명준(李命俊)의 딸
          - 딸 : 청송 심씨(靑松 沈氏)
          - 남편 : 해남 윤씨(海南 尹氏) 고산 윤선도(尹善道)의 손자 종친부 전부 윤이석(尹爾錫)
            - 윤이석의 아들 : 윤두서(尹斗緖) - 심광사(沈光泗)의 외손자, 공재(恭齋)라 불리며, 겸재(謙齋) 정선(鄭歚), 현재(玄齋) 심사정(沈師正)과 함께 조선의 삼재(三齋)

          - 심백 (심광수에 입양됨, 병조좌랑)
          - 심상 (심광한에 입양됨, 사간원 정언, 증이조판서)
          - 심벌 (황해도 관찰사)
          - 심방 (진주목사)
          - 심탱 (승지)

        - 심액의 딸 : 청송 심씨
        - 심액의 사위 : 오단 - 관찰사
          - 오단의 딸 : 복천부부인 동복 오씨
          - 오단의 사위 : 인평대군 - 인조의 셋째 왕자
            - 인평대군의 장남 : 복녕군
            - 인평대군의 차남 : 복창군
            - 인평대군의 3남 : 복선군
            - 인평대군의 4남 : 복평군

      - 심보 (沈譜, 무과 박천군수)
        - 심광숙 (沈光淑, 무과 만호)
          - 심륜 (沈棆, 첨지중추부사)
            - 심득망 (沈得望, 무과 첨절제사)

    - 심우단 (사헌부 감찰)
    - 부인 : 수원 최씨
      - 심선 (단천부사)

## 같이 보기
| - 심달원 - 심전 - 심우승 - 심광수 - 심단 - 심각 - 심동신 | - 권징 - 윤선도 - 윤두서 - 오단 - 인평대군 - 복창군 - 정약용 - 정학유 |

## 참조
- 《선조실록》
- 《인조실록》
- 《효종실록》
- 《한국민족문화대백과》

1. ↑  인조실록 30권, 인조 12년 10월 20일 계묘 2번째기사
2. ↑  효종실록 1권, 효종 즉위년 8월 25일 임자 5번째기사
3. ↑  효종실록 11권, 효종 4년 9월 21일 계축 3번째기사
4. ↑  효종실록 13권, 효종 5년 10월 10일 병인 3번째기사